# Greenville (Liberia)
Greenville – von den Einheimischen meist Sinoe genannt – ist die Hauptstadt des Sinoe County in Liberia, Westafrika.
Die Stadt befindet sich an der Mündung des Sinoe River in den Atlantik und liegt am Rande schützenswerter Mangrovensümpfe.

## Geschichte
Das Gebiet um Greenville wurde um 1838 von der Mississippi Colonization Society zur Gründung der Kolonie Mississippi in Afrika käuflich erworben. Hierbei half der im US-Bundesstaat Mississippi beheimatete Richter James Green, der Ortsname Greenville erinnert an ihn. Es gelang den Amerikoliberianern nur mit militärischer Gewalt, unterstützt durch US-Kriegsschiffe, die bis in die 1930er Jahre andauernden Konflikte mit der indigenen Bevölkerung (mehrheitlich zu den Kru und Grebo gehörend) zu überstehen. Der Sinoe County blieb deshalb wirtschaftlich unterentwickelt und liegt auch bezüglich der Bevölkerungsdaten unter dem Landesdurchschnitt.

## Bevölkerung
In  Greenville leben etwa 16.434 Einwohner, ein großer Teil der Bevölkerung ist christlichen Glaubens.

## Infrastruktur
Die Stadt Greenville besitzt als Verwaltungszentrum eine herausragende Bedeutung für den County und verfügt über Schulen, Kirchen, ein Gesundheitszentrum und eine Polizeistation. Greenville ist ein
Fischereihafen, nach Monrovia und Harper bestehen regelmäßige Schiffsverbindungen. Das Straßennetz ist nur unzureichend entwickelt.